# لازلو ديتر
لازلو ديتر (بالمجرية: Detre László)‏ (و. 1906 – 1974 م) هو عالم فلك من المجر. ولد في زومباثلي. كان عضوًا في الأكاديمية الهنغارية للعلوم.
توفي في بودابست، عن عمر يناهز 68 عاماً.

## التعليم
تعلم في جامعة أوتفوش لوراند.